# Plaque d'immatriculation danoise
Les plaques d'immatriculation danoises comportent 2 lettres et 5 chiffres. Cette combinaison n'indique pas un lieu géographique précis mais les chiffres se réfèrent à un numéro de série, en fonction du type de véhicule.
Les plaques personnalisées sont possibles et peuvent utiliser toutes les lettres danoises, y compris Æ, Ø et Å. Le propriétaire peut, s'il réside sur le territoire danois membre de l'Union européenne, choisir si le bandeau européen (eurobande) facultatif sera apposé sur sa plaque.

## Îles Féroé et Groenland
Depuis 1996, les plaques utilisées aux Îles Féroé comportent sur leur côté gauche le drapeau des Îles Féroé accompagné de l'abréviation FO.
Les plaques du Groenland commencent par les lettres «GR» et ne peuvent pas avoir d'eurobande, le Groenland n'étant pas membre de l'UE.

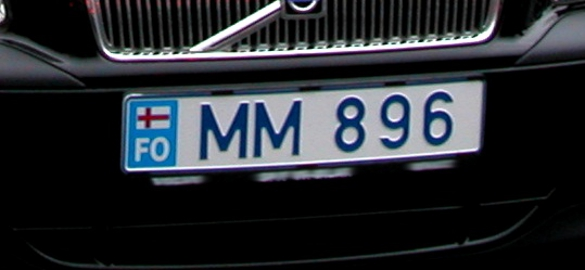
Plaque d'immatriculation en vigueur aux Îles Féroé depuis 1996.

Le bandeau de l'UE au Danemark.

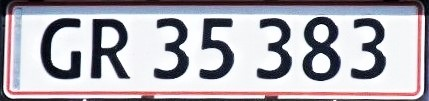
Plaque groenlandaise.

## Types de plaques
| Types de plaques d'immatriculation au Danemark                                                             | Illustration |
| --- | ------------ |
| Plaque avec bandeau européen (eurobande) et filigrane de sécurité                                          |              |
| Plaque sans bandeau européen                                                                               |              |
| Plaque d'immatriculation personnalisée                                                                     |              |
| Duplicata pour outil porté type porte-vélo                                                                 |              |
| Plaques d'immatriculation pour véhicules professionnels ou commerciaux                                     |              |
| Plaques d'immatriculation pour véhicules professionnels ou commerciaux pouvant être utilisés à usage privé |              |
| Plaque d'immatriculation diplomatique (ancienne police de caractères)                                      |              |
| Plaque d'immatriculation temporaire d'export                                                               |              |
| Plaque d'immatriculation des services de secours (ici les sapeurs-pompiers)                                |              |
| Plaques militaires                                                                                         |              |
| Plaque d'immatriculation royale                                                                            |              |
| Plaque de la sécurité civile danoise, la Danish Emergency Management Agency (DEMA)                         |              |
| Plaque d'immatriculation pour professionnels de l'automobile (fabricants, garagistes etc.)                 |              |
| Plaque historique pour véhicules de collection                                                             |              |